# Elatostema subtrichotomum
Elatostema subtrichotomum är en nässelväxtart som beskrevs av Wen Tsai Wang. Elatostema subtrichotomum ingår i släktet Elatostema och familjen nässelväxter. Inga underarter finns listade i Catalogue of Life.